# Whistler's Father
"Wristler's Father" (El padre de la silbadora en Hispanoamérica y El gen silbador en España) es el tercer episodio de la vigesimonovena temporada de la serie de animación de televisión Los Simpson y el episodio 621 de la serie en general. Se emitió en los Estados Unidos en Fox el 15 de octubre de 2017 y en Hispanoamérica se estrenó el domingo 20 de mayo de 2018.
Este es el episodio final con un crédito al compositor de la cuenta de Alf Clausen de Simpsons de largo plazo, que fue despedido de su posición poco antes de que la temporada comenzara al aire.

## Argumento
Marge sale por la noche con Luann Van Houten, Bernice Hibbert y Helen Lovejoy, y le pide a Homer que se encargue de Maggie. Las mujeres, lideradas por Helen, critican el gusto de Marge por la decoración de interiores.
Mientras tanto, Homer descubre que Maggie tiene el talento de ser una sabia silbadora. Homer comienza a soñar con usar su talento para hacerse famosa.
Mientras tanto, Marge piensa en sus gustos, y resuelve decorar un cuarto para recoger tarde para la Primaria Springfield como nunca se había visto antes, pero Lisa recuerda que nunca hubo uno. La familia Hibbert cambia su opinión sobre el estilo de Marge, pero Helen aún no está convencida mientras Fat Tony aparece con el hijo de su primo Michael D'Amico, ofreciéndole un trabajo apreciando el trabajo que hizo.
En la taberna de Moe, Homer trató de engañar a los chicos, pero el abuelo revela su truco, contando la historia de su talento silbando que fue detenido por una actuación que salió mal, y le pide a Homer que la traiga para que se haga popular como él deseaba que lo hiciera. Traen a Maggie al zoológico de la ciudad de Springfield para enseñarle sus nuevos silbatos, y Bart Simpson está decepcionado porque es el único hijo que no tiene talento, mientras que los buitres tratan de tomar al abuelo, sin éxito.
En la Oficina Postal de Springfield, el Gordo Tony le pide a Marge que lo redecore. En la ferretería Get It and Regret It, una familia prueba un sofá, imitando los chistes del sofá de la familia, y Squeaky Voice Teen les dice que tienen que comprarlo después de probar el sofá, mientras que Marge compra cosas para redecorar la oficina de correos, pero descubre que Fat Tony lo convirtió en un burdel.
La familia, reunida para comer, se esconde secretos entre sí, incluyendo a Snowball II y Santa's Little Helper besándose. Homer lleva a Maggie al Canal 6, donde se lleva a cabo la Hot Shot Tots Springfield Audition, y descubre cómo funciona el mundo del espectáculo y trata de convencer a Maggie para que se detenga, pero ella se niega, mientras las mujeres descubren lo que le pasó a la oficina de correos. Marge convence a Fat Tony para que cierre el burdel mientras que Maggie, frente al público, ya no puede silbar debido a un diente que le crece en la boca.
De vuelta en casa, Homer le da las buenas noches a Maggie, diciéndole que esconda cualquier otro talento que tenga. Cuando se haya ido, saca un hermoso cuadro en blanco y negro de Homer.
En la cama, Homer y Marge se cuentan los secretos que se guardan. Poco después de eso, Homer descubre que Marge está soltando sus pantalones haciéndole creer que está más delgado mientras llora por esto.

## Recepción
Dennis Perkins de The A.V. Club dio al episodio una C que decía, "Hay semanas en las que evaluar a un Simpsons de los últimos días es simplemente un juego de números. A falta de una premisa, una estrella invitada, una trama o una actuación intrínsecamente interesante, ver un Simpsons promedio en estos días significa sumar los beneficios adicionales que puedes encontrar, restar las cosas que te hacen enojar o que te desaniman, y determinar el valor relativo. "El padre de Whistler", siendo genuinamente mediocre, parece necesitar un juicio tan formidable."
"Whistler's Father" obtuvo una puntuación de 1,3 con una acción de 5 y fue visto por 2,91 millones de personas, lo que lo convierte en el programa mejor valorado de Fox de la noche.